# Heilbach
Heilbach ist eine Ortsgemeinde im Eifelkreis Bitburg-Prüm in Rheinland-Pfalz. Sie gehört der Verbandsgemeinde Südeifel an.

## Geographie
Heilbach liegt auf der Arzfelder Hochfläche in der Westeifel. Der Ort ist vor allem von landwirtschaftlichen Nutzflächen umgeben. Durch den Ort fließt der gleichnamige Heilbach. Zur Gemeinde gehören auch die Wohnplätze Alferhof, Bornhof und Wehrhauserhof sowie der Weiler Windhausen.

## Geschichte
Der Ortsname stammt vermutlich aus der Rodungszeit. Bis zur Annexion durch Frankreich 1794 gehörte der Ort zur Herrschaft Neuerburg und hier wiederum zur Meierei Plascheid. Anschließend wurde er Teil des Wälderdepartements unter französischer Herrschaft. 1815 wurde er auf dem Wiener Kongress dem Königreich Preußen zugeordnet. Nach dem Ersten Weltkrieg zeitweise wieder französisch besetzt, ist der Ort seit 1946 Teil des damals neu gebildeten Landes Rheinland-Pfalz.
Statistik zur Einwohnerentwicklung
Die Entwicklung der Einwohnerzahl, die Werte von 1871 bis 1987 beruhen auf Volkszählungen:
| Jahr | Einwohner |
| ---- | --------- |
| 1815 | 78        |
| 1835 | 112       |
| 1871 | 201       |
| 1905 | 166       |
| 1939 | 157       |
| 1950 | 150       |
| 1961 | 154       |

| Jahr | Einwohner |
| ---- | --------- |
| 1970 | 158       |
| 1987 | 127       |
| 1997 | 132       |
| 2005 | 135       |
| 2011 | 126       |
| 2017 | 126       |
| 2023 | 116       |

## Politik

### Gemeinderat
Der Ortsgemeinderat Heilbach besteht aus sechs Ratsmitgliedern, die bei der Kommunalwahl am 9. Juni 2024 in einer Mehrheitswahl gewählt wurden, und dem ehrenamtlichen Ortsbürgermeister als Vorsitzendem.

### Bürgermeister
Peter Trauden (FW) wurde 2009 Ortsbürgermeister von Heilbach. Bei der Direktwahl am 26. Mai 2019 wurde er mit einem Stimmenanteil von 70,37 % für weitere fünf Jahre in seinem Amt bestätigt. Da für die Direktwahl am 9. Juni 2024 kein Wahlvorschlag eingereicht wurde, oblag die Neuwahl des Bürgermeisters gemäß rheinland-pfälzischer Gemeindeordnung dem Rat. Dieser bestätigte Peter Trauden auf seiner konstituierenden Sitzung am 8. Juli 2024 für weitere fünf Jahre in seinem Amt.
Traudens Vorgänger Norbert Mayer hatte das Amt fünf Jahre ausgeübt.

### Wappen
| Wappen von Heilbach | Blasonierung: „Unter Schildhaupt, von Silber über Schwarz: durch Winkelschnitt zum Bord geteilt, zweimal gespalten, 1. in roter Flanke aus zweistufigem Sockel, konvexem Schaft und schmalem Tatzenkreuz bestehendes goldenes Wegekreuz, 2. in Silber blauer Wellenbalken, 3 in groner Flanke goldener Ginsterstrauch.“ |
| Wappen von Heilbach | Wappenbegründung: Im Schildhaupt des Wappenentwurfs wird das Einhaus mit einem weit gespannten Dach in Dreiecksform eingebracht. 5/7 des Schildes sind dreispaltig – mit rechter Flanke, Herzpfahl und linker Flanke. In der rechten Flanke befindet sich auf Rot ein schwarz figuriertes und mit Gold ausgelegtes Wegekreuz auf gerundetem und erhabenem Schaft und Quadersockel. Dieses Kreuz steht im Ortsteil Windhausen und stammt aus dem Jahr 1780. Wofür und von wem es einst aufgestellt wurde, lässt sich leider nicht mehr ermitteln. Es wird angenommen, dass es sich um ein sogenanntes Dankeskreuz handelt. Exponiert an einer Wegekreuzung aufgestellt, ist es ein markanter Punkt für den Ortsteil. Im Herzpfahl symbolisiert ein waagerechtes blaues Wellenband den Bach, der dem Ort den Namen gab, den Heilbach. Die Grundfarbe Silber – wie auch das Rot auf rechter Flanke – belegen die Verbindung zur Herrschaft Neuerburg und zur Grafschaft Vianden/L. |

## Kultur und Sehenswürdigkeiten
Siehe auch: Liste der Kulturdenkmäler in Heilbach

### Kulturdenkmäler
Sehenswert ist im Ort ein Quereinhaus mit Flurküche aus dem 18. Jahrhundert. Es besitzt zudem ein separates Wirtschaftsgebäude mit Backofen und eine ehemalige Schmiede. Ferner gab es in Heilbach eine private Kapelle ⊙, die allerdings mittlerweile abgebrochen wurde.
Auf dem Gemeindegebiet befinden sich zwei Wegekreuze. Sehenswert ist vor allem ein Prozessionskreuz aus dem Jahre 1893. Es handelt sich um ein Sockelkreuz mit Unterbau und einer spitzbogenförmigen Rahmung, in die eine Inschriftenplatte eingelassen ist. Das Kreuz steht in Verbindung mit der bekannten Echternacher Springprozession. Bei dem zweiten Kreuz handelt es sich um ein Schaftkreuz aus dem Jahre 1780. Dieses befindet sich im Weiler Windhausen.

Bildergalerie
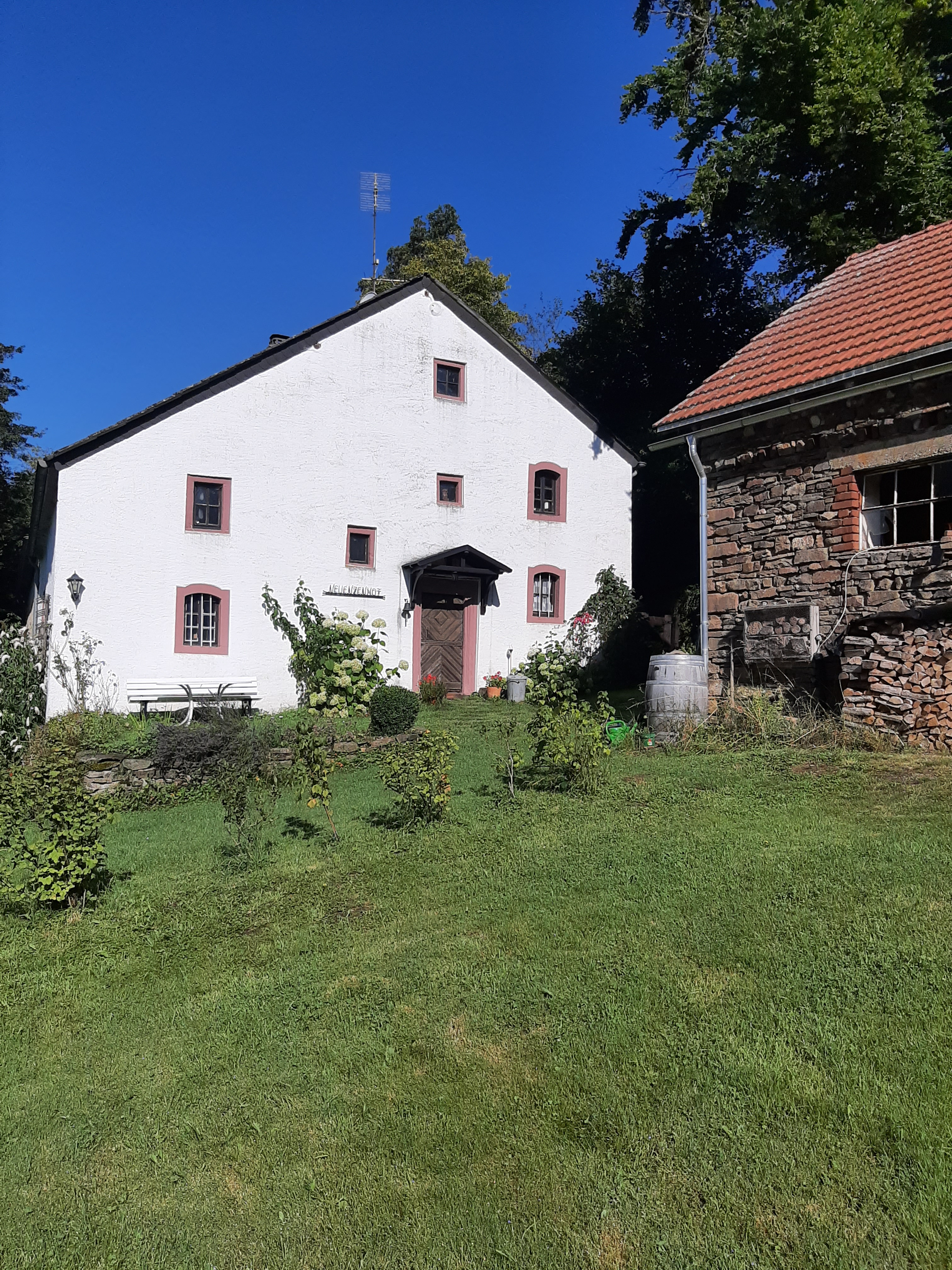
Quereinhaus aus dem 18. Jahrhundert
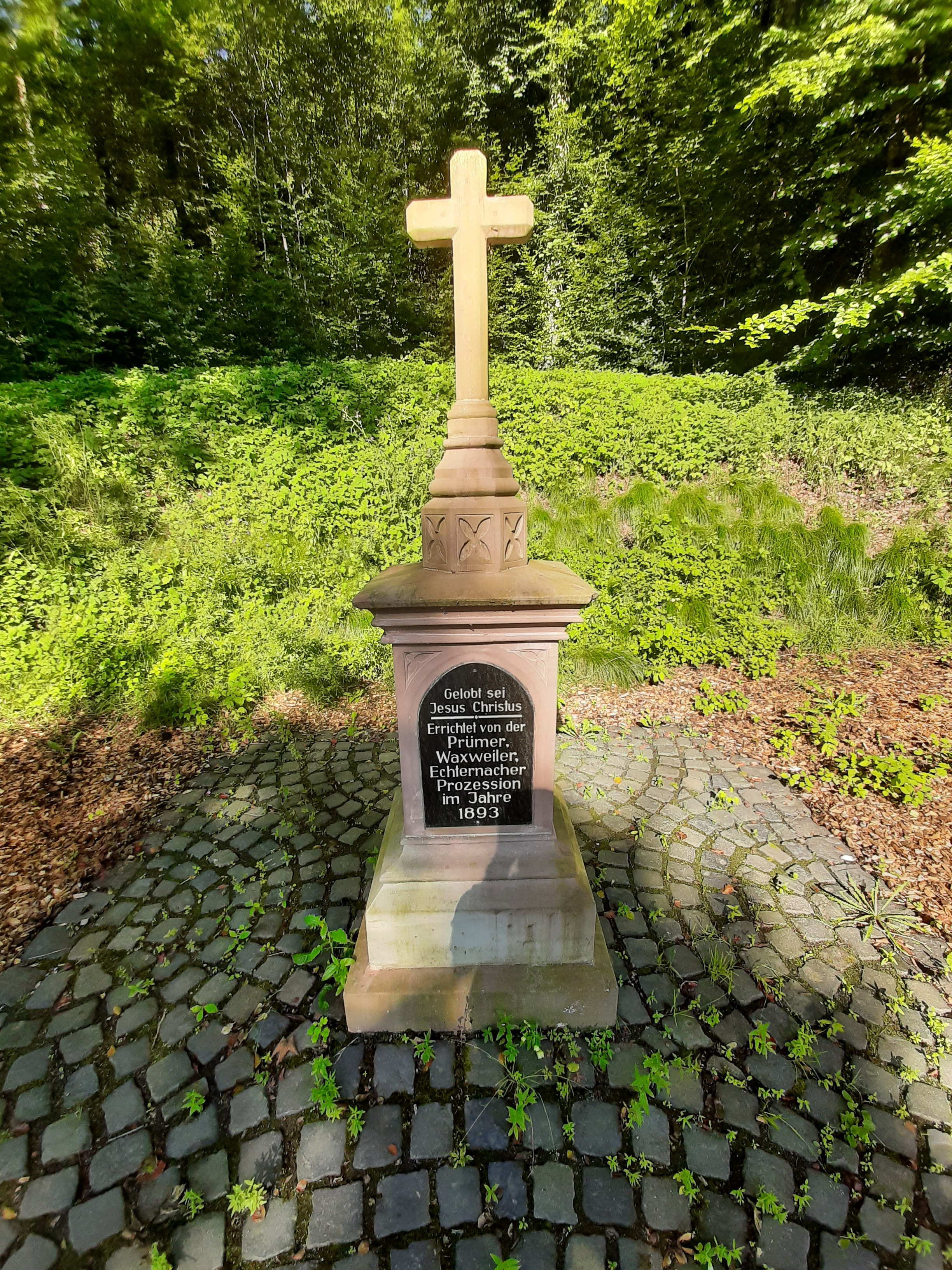
Sockelkreuz von 1893 – Gesamtansicht
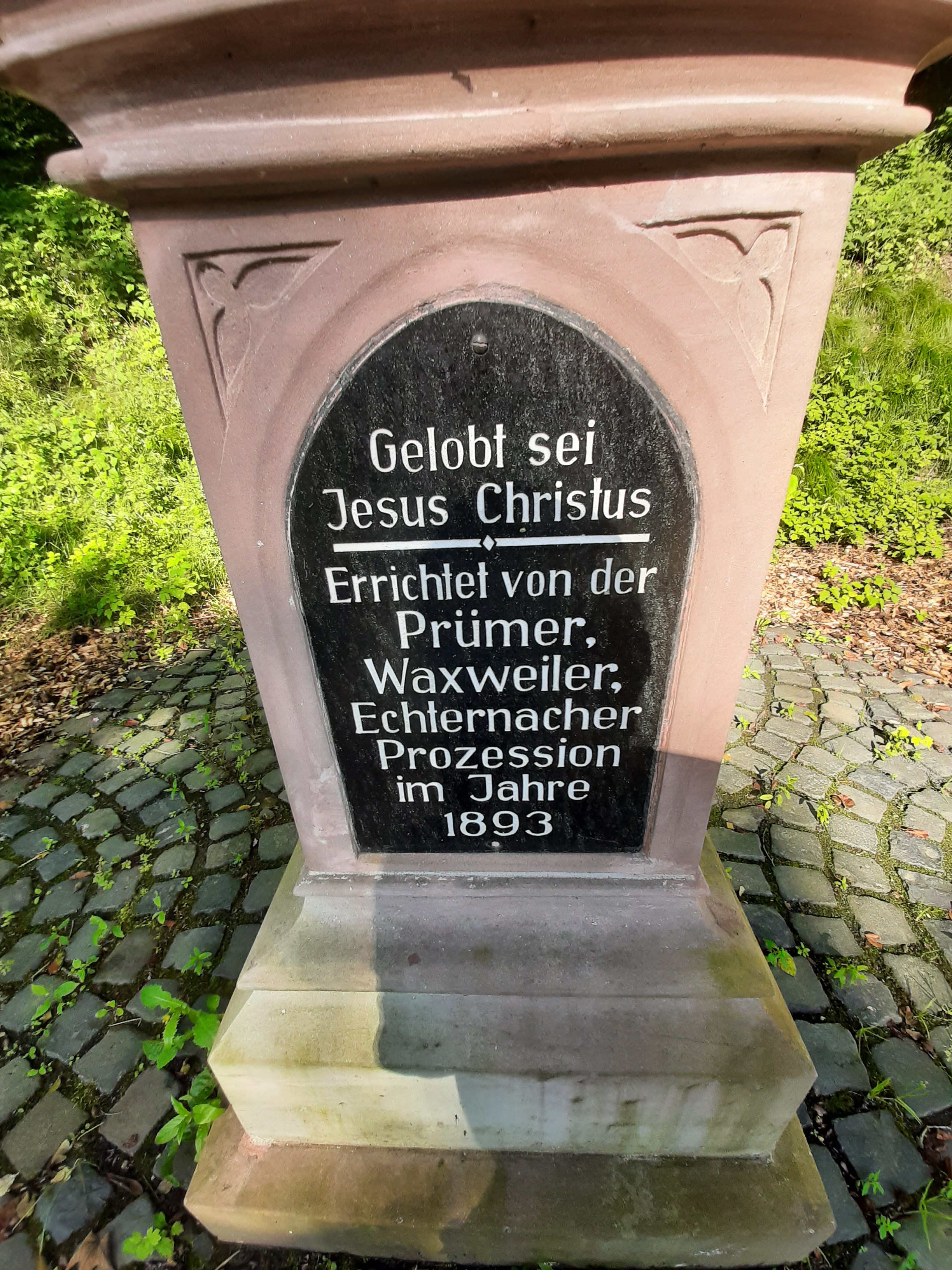
Sockelkreuz von 1893 – Schrifttafel
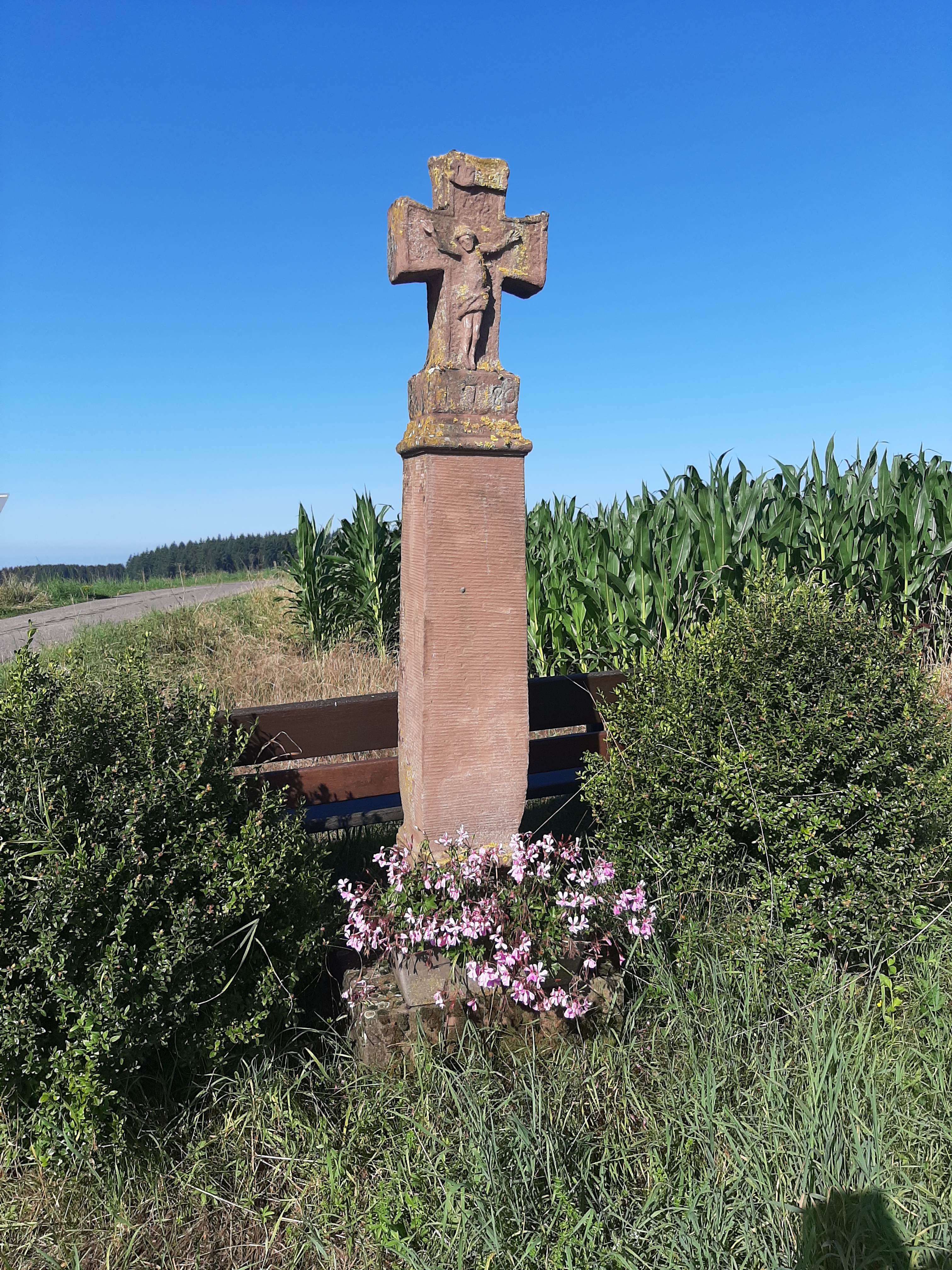
Schaftkreuz von 1780 – Gesamtansicht
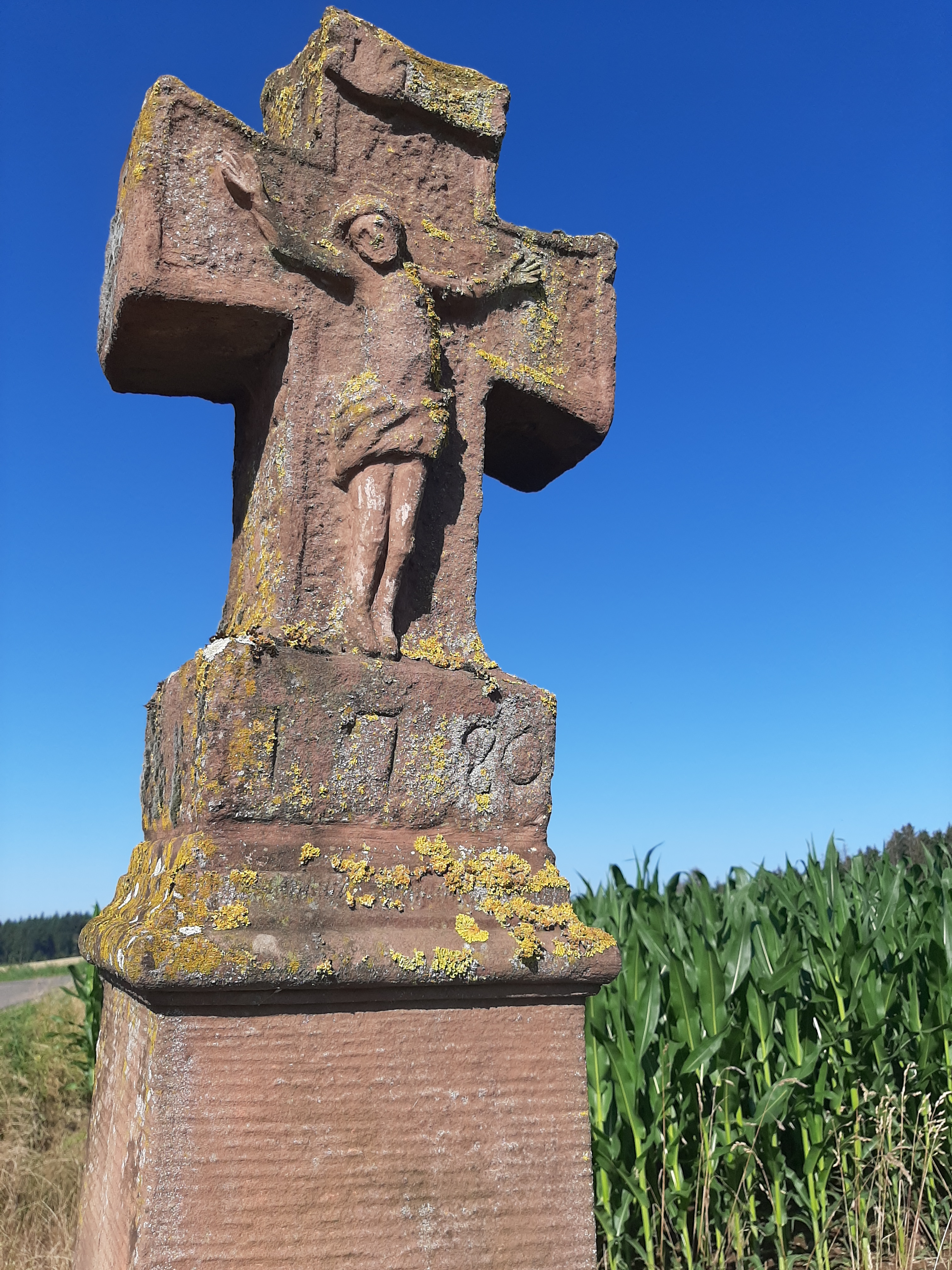
Schaftkreuz von 1780 – Detailansicht

### Naherholung

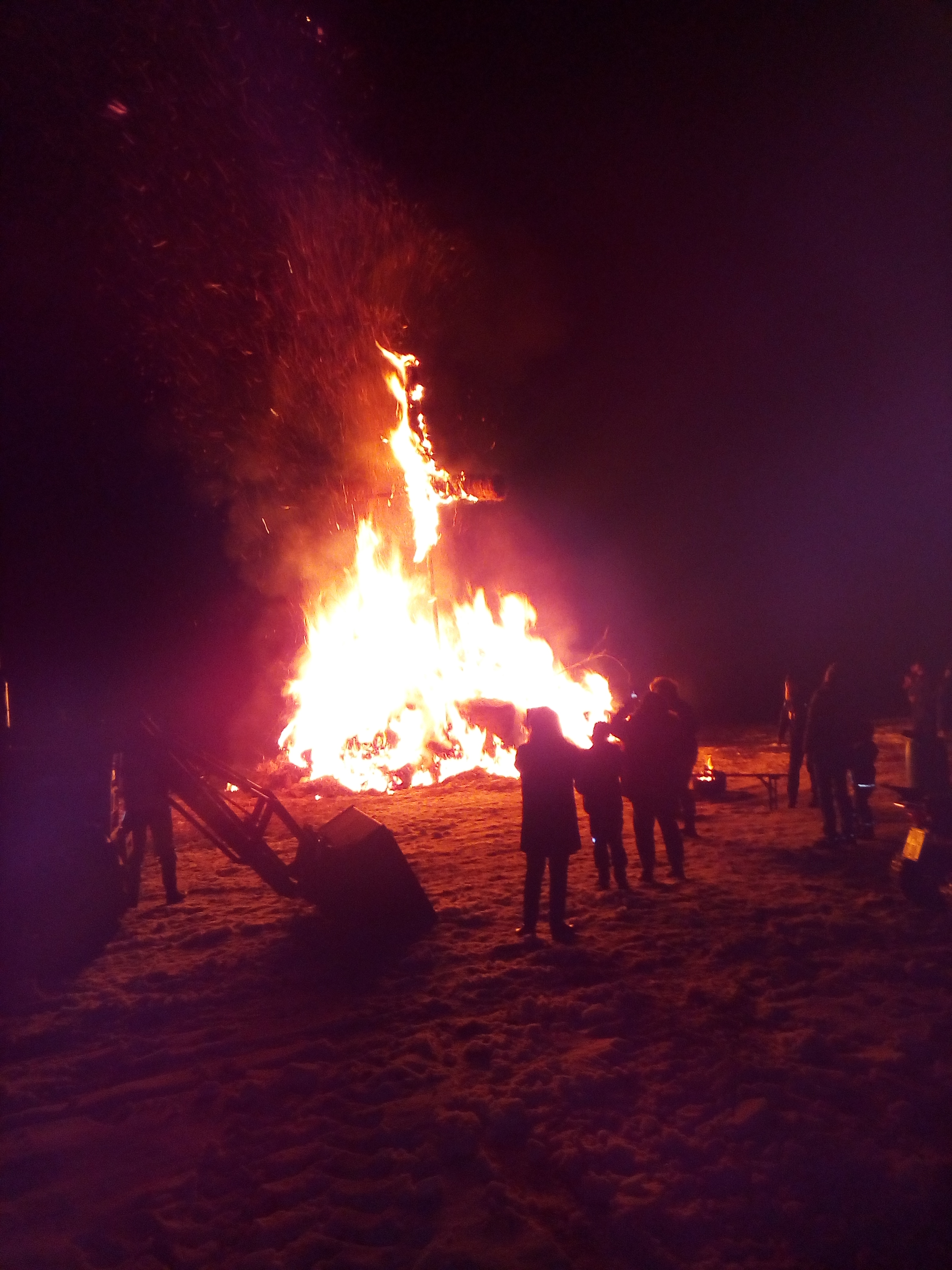
Traditionelles Burgbrennen

Um Heilbach existieren mehrere Wanderwege.
Die Ortsgemeinden Ammeldingen, Plascheid, Heilbach und Emmelbaum haben ein Wanderwegenetz aus sieben einzelnen Rundwegen entwickelt, die unter anderem auch durch den Weiler Windhausen führen. Alle Wanderwege haben eine Länge zwischen 4 und 8 km. Die Gesamtstrecke beträgt rund 35 km.

### Regelmäßige Veranstaltungen
- Jährliches Kirmes- bzw. Kirchweihfest
- Burgbrennen am ersten Wochenende nach Aschermittwoch (sogenannter Scheef-Sonntag)[14][15]

## Naturschutz: Biotope

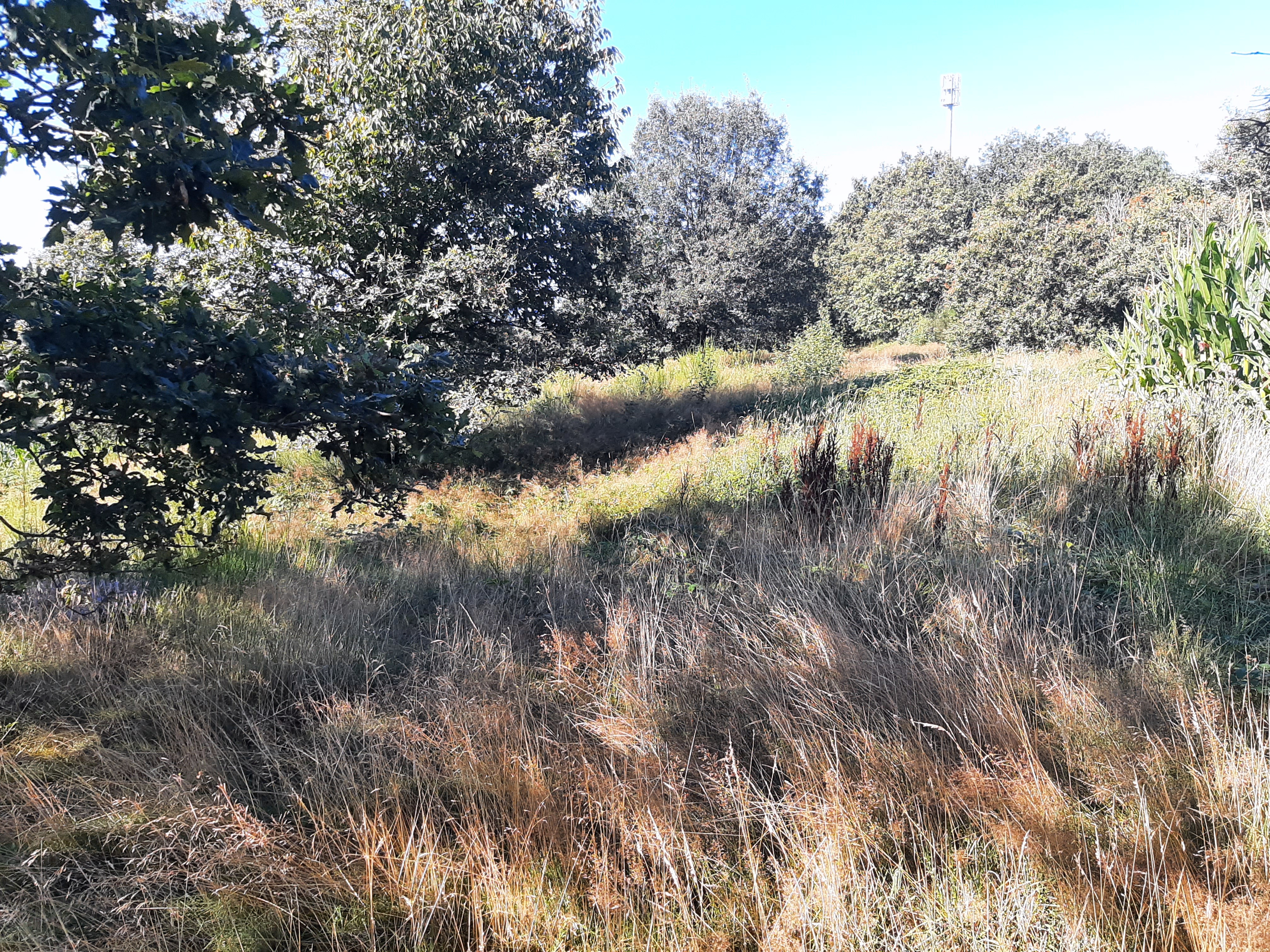
Blick in eines der Biotope

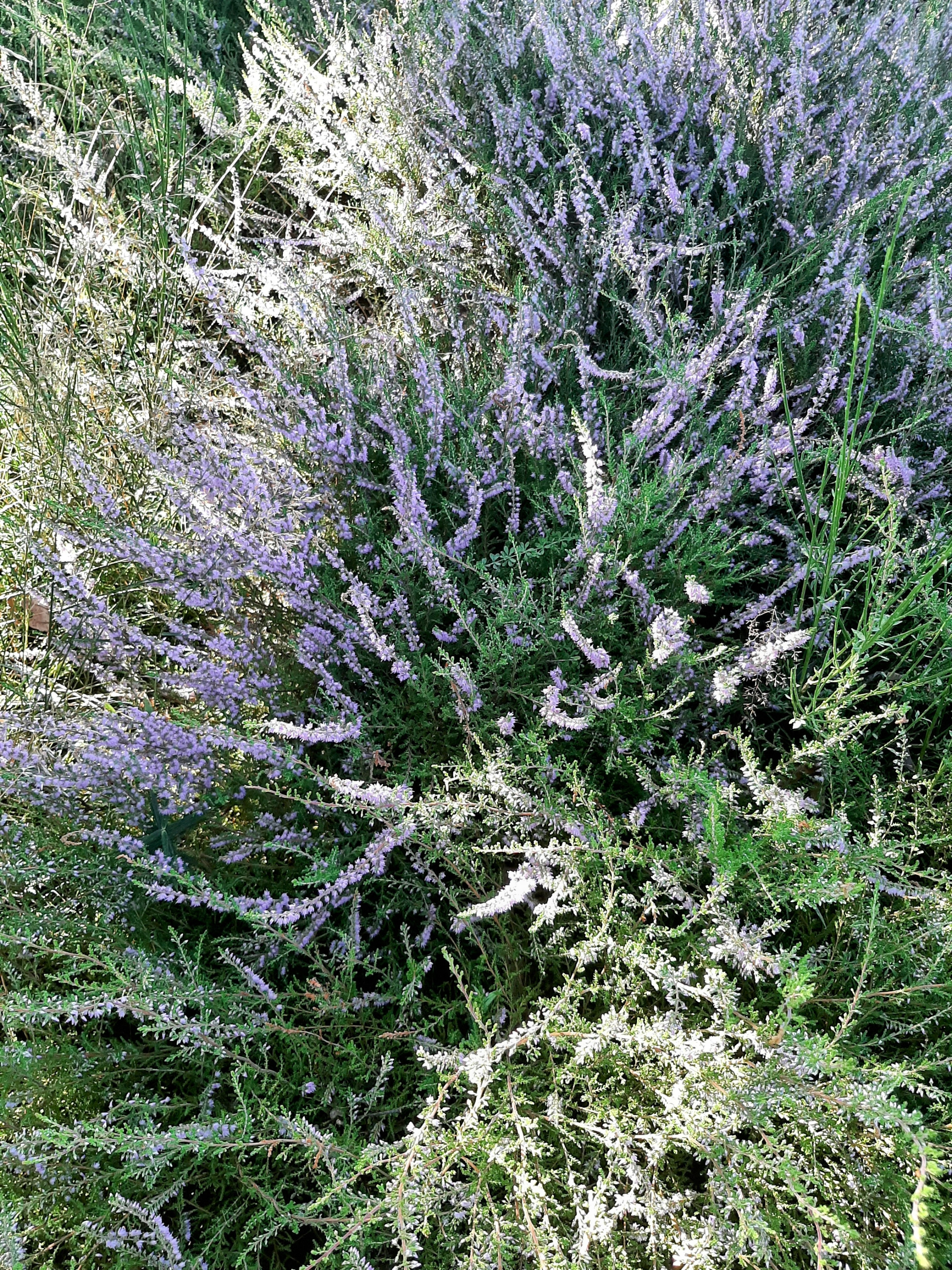
Seltenes Heidekraut im Biotop

Auf der Gemarkung der Gemeinde Heilbach liegen mehrere Biotopkomplexe, die ausgewiesen wurden, um seltene Pflanzen und geologische Besonderheiten zu erhalten. Die Biotope stehen unter gesetzlichem Schutz nach §30, Bundesnaturschutzgesetz in den folgenden Teilbereichen: 1.1 – Natürliche und naturnahe Bereiche fließender Gewässer; 2.5 – Seggen- und binsenreiche Nasswiesen; 2.6 – Quellbereiche.
Biotopkomplex nördlich von Windhausen: Nördlich des Weilers Windhausen befindet sich ein großer Biotopkomplex mit einer Fläche von 27,8 ha, bestehend aus einem Buchenwaldgebiet mit mehreren naturnahen Quellbächen. Diese werden von Feuchtwiesenbrachen begleitet. Schutzzwecke sind die Erhaltung der naturnahen Quellbäche, deren Uferbereiche sowie eines vielfältigen Pflanzenvorkommens innerhalb der Seggen- und binsenreichen Nasswiese.
Biotopkomplex südwestlich von Windhausen: Südwestlich des Weilers Windhausen befindet sich ein Bachtal mit einer Fläche von 4,2 ha. Zum Biotopkomplex gehören Quellbäche mit Sumpf sowie Teich. Schutzzweck ist die Erhaltung der Quellbäche, der Feuchtwiesen entlang jener sowie der Beweidung.
Feuchtwiesen zwischen Ammeldingen und Heilbach: Zwischen den beiden Ortschaften befinden sich mehrere Feuchtwiesen auf einer Fläche von 6,3 ha, die von zwei Quellbacharmen durchzogen sind. Schutzzweck ist die Erhaltung der artenreichen Feuchtwiesen, durch regelmäßige Mahd sowie die Erhaltung der Quellbäche in ihrem natürlichen Zustand.
Heilbachtal: Südöstlich von Heilbach verläuft der namensgebende Heilbach, eingebettet in eine Grünlandaue mit brachgefallenen Feuchtwiesen auf einer Fläche von 0,9 ha. Schutzzweck dieses Biotopkomplexes ist die Erhaltung des Quellbachs in natürlichem Zustand sowie die Umwandlung der Feuchtwiesenbrachen in artenreiche Mähwiesen.
Feuchtwiesen nördlich Wehrhauserhof: Nördlich des Wohnplatzes Wehrhauserhof befinden sich mehrere brachgefallene Feuchtwiesen auf einer Fläche von 1,1 ha sowie 0,2 ha. Schutzzweck ist die Erhaltung des vielfältigen Pflanzenvorkommens innerhalb der Seggen- und binsenreichen Nasswiesen.
Im Jahr 2014 fand eine Untersuchung zur Ermittlung des Zustands sämtlicher Biotope im Eifelkreis statt, bei der auch jene in Heilbach eine Schlüsselrolle spielten. Hierbei stellte sich heraus, dass diese besonders wertvoll sind, denn sie beheimaten mittlerweile selten gewordene Pflanzen in erheblichem Umfang. Der Bericht zur Untersuchung liefert eine detaillierte Beschreibung aller gefundenen Arten und bewertet deren Vorkommen.

## Wirtschaft und Infrastruktur

### Kleinkläranlagen
Die Ortsgemeinde Heilbach besitzt eine infrastrukturelle Besonderheit in Form von Kleinkläranlagen. Derzeit werden insgesamt 29 dieser privaten Anlagen sowie drei semizentrale Anlagen betrieben. Ferner gibt es sechs Sammelgruben und einen Regenwasserkanal. Das Land Rheinland-Pfalz stellte finanzielle Förderungen zum Bau bereit. Das System ist derzeit bundesweit einzigartig. Vorteile der Kleinkläranlagen sind vor allem finanzielle Einsparungen bei der Abwasserentsorgung und ein erheblicher Beitrag zum Umweltschutz, da kaum noch gesundheitsgefährdender Klärschlamm anfällt.
Die Besonderheit der Kleinkläranlagen hat zu einem hohen medialen Interesse geführt. Es existieren Berichte der örtlichen Zeitung sowie ein Audio-Bericht des Deutschlandfunk.

### Verkehr
Es existiert eine regelmäßige Busverbindung.
Heilbach ist durch die Kreisstraßen 57 sowie 60 erschlossen und liegt westlich der Landesstraße 10.